# Мері Л. Трамп
Мері Лі Трамп (англ. Mary L. Trump; нар. 3 травня 1965 року) — американська психологиня та письменниця. Членкиня родини Трамп, вона критично висловлювалася щодо свого дядька, президента США Дональда Трампа. У день виходу її книжка 2020 року про нього та сім’ю, «Забагато й завжди замало», розійшлася тиражем майже в мільйон примірників.
У вересні 2020 року Мері Трамп подала до суду на свого дядька Дональда, тітку Меріенн та майно свого покійного дядька Роберта, стверджуючи, що вони викрали у неї десятки мільйонів доларів США, які вона отримала від її часток у портфелі нерухомості її діда Фреда Трампа. У листопаді 2022 року позов було відхилено. У вересні 2021 року Дональд Трамп подав до суду на Мері вимагаючи щонайменше 100 мільйонів доларів за те, що вона надала The New York Times фінансові документи, які використовували як джерело для викриття 2018 року про його багатство та фінанси сім’ї.

## Молодість та освіта
Мері Трамп народилася в травні 1965 року в родині стюардеси Лінди Лі Клепп і Фреда Трампа-молодшого, старшого сина забудовника Фреда Трампа (батька Дональда Трампа). Старший брат Мері — Фред Трамп III. Коли Мері було 16 років, її батько помер у віці 42 років від серцевого нападу, викликаного алкоголізмом.
Мері Трамп закінчила школу Етель Вокер 1983 року. Вона вивчала англійську літературу в Університеті Тафтса, здобула ступінь магістра з англійської літератури в Колумбійському університеті, для чого вивчала твори Вільяма Фолкнера та його дисфункціональну вигадану родину Компсонів і має ступінь доктора філософії з клінічної психології в Інституті перспективних психологічних досліджень Дернера в Університеті Адельфі.

## Заповіт Фреда Трампа старшого

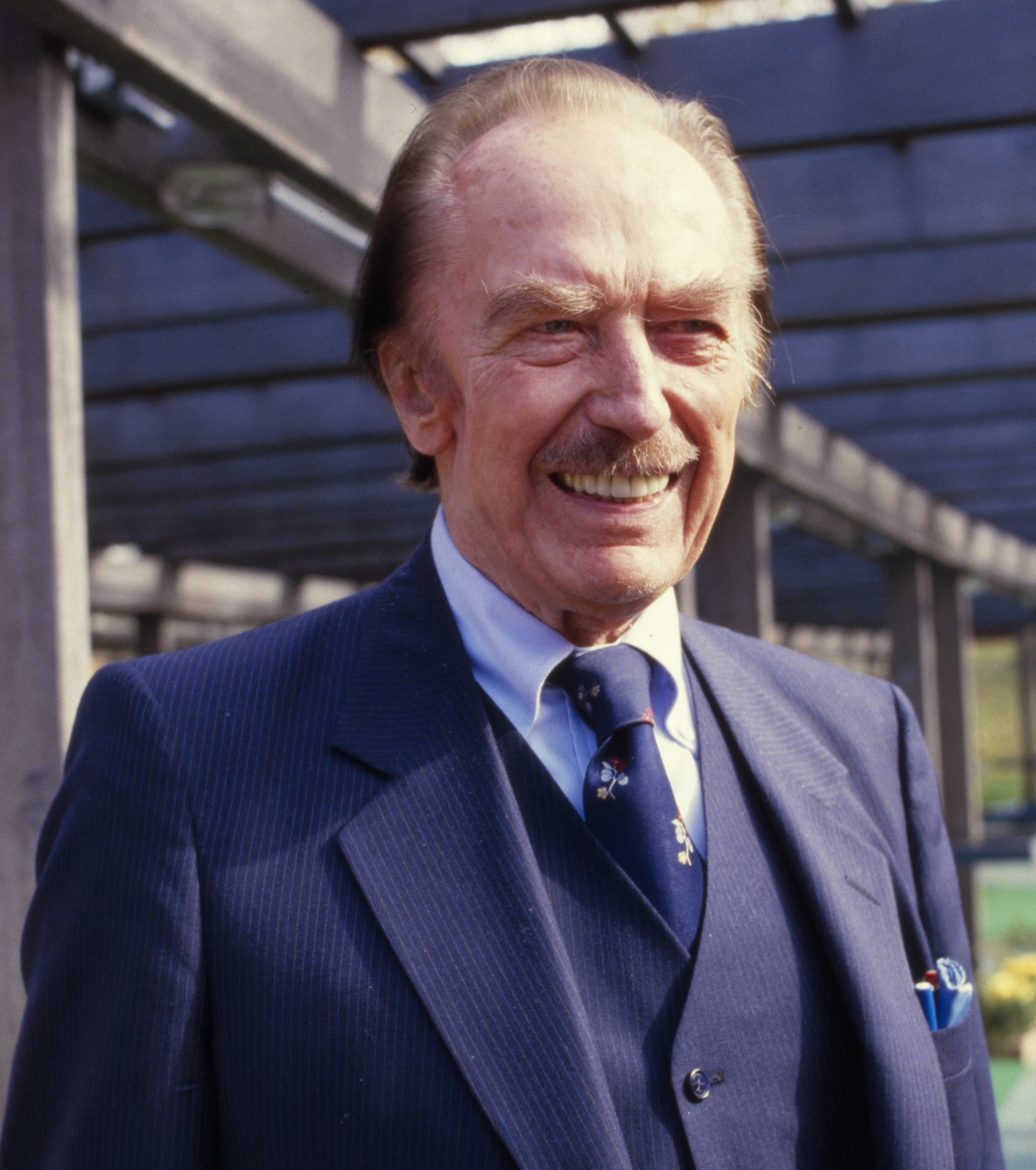
Фред Трамп-старший у 1980-х роках

Заповіт Фреда Трампа-старшого залишив основну частину його майна рівними частками його дітям, а кожному з онуків залишилося по 200 000 доларів. 1981 року, коли батько Мері помер раніше за свого батька, адвокати Фреда-старшого рекомендували внести зміни до його заповіту, щоб залишити дітям Фреда Трампа-молодшого більші частки, ніж онукам із живими батьками, написавши, що «З огляду на розмір вашого майна, це фактично прирівнюється до позбавлення їх спадщини. Вам варто збільшити їхню частку у спадщині, щоб уникнути можливих непорозумінь у майбутньому». Однак Фред Трамп-старший відмовився так вчинити.
1991 року Фреду-старшому поставили діагноз «легка стареча деменція», а через два роки у нього почалася хвороба Альцгеймера. Дональд Трамп, який у той час зазнав фінансового краху, прагнув отримати контроль над маєтком свого літнього батька, що призвело до сімейної сварки, яку The Washington Post назвала «епічною». Коли Фред Трамп-старший помер 1999 року, Мері Трамп та її брат Фред Трамп III оскаржили заповіт свого діда.
Невдовзі після смерті Фреда-старшого дружина Фреда III народила сина Вільяма, у якого епілептичні спазми, рідкісне та виснажливе захворювання, яке потребує догляду впродовж усього життя. Фред-старший заснував фонд, який оплачував медичні витрати його родини. Мері Трамп та її брат подали позов проти Дональда Трампа та двох із трьох його живих братів і сестер, Меріенн Трамп, Беррі та Роберта Трампа, за здійснення неправомірного впливу на заповіт літнього Фреда-старшого. У відповідь Дональд, Меріенн та Роберт припинили медичне страхування Мері та Фреда III, зокрема витрати на Вільяма. Позов було врегульовано 2001 року, коли Мері та Фред III продали свої частки в сімейному бізнесі (що охоплювало оренду землі для двох основних об’єктів власності Фреда-старшого).
Мері Трамп надала газеті The New York Times фінансові документи, зокрема деякі податкові декларації сім’ї Трамп, для викриття фінансів Фреда та Дональда Трампів 2018 року, у яких стверджується, що Фред і брати та сестри Фреда-молодшого – особливо Дональд – «брав участь у сумнівних податкових схемах... зокрема випадках відвертого шахрайства», фактично уникаючи податків на подарунки на суму понад 500 мільйонів доларів США.
У вересні 2020 року Мері Трамп подала позов проти свого дядька Дональда, тітки Меріенн та спадщини її покійного дядька Роберта, звинувачуючи їх у шахрайстві, внаслідок якого вона була позбавлена десятків мільйонів доларів через заниження вартості її часток у нерухомості Фреда Старшого та змушування її підписати угоду. Адвокати підсудних просили відмовити в позові, стверджуючи, що вона надто довго чекала, щоб подати позов. Адвокати Трампа відповіли, що «[р]озумна ретельність не змогла б виявити шахрайство» понад десять років тому. На слуханнях у січні 2022 року адвокати Дональда Трампа, Меріенн Трамп Беррі та майна Роберта Трампа попросили відхилити позов Мері Трамп, стверджуючи, що вона надто довго чекала, щоб подати свій позов, оскільки мала доступ до відповідних документів з 2001 року та що шестирічний термін позовної давності, встановлений угодою 2001 року, минув. Позов було відхилено в листопаді 2022 року на підставі того, що мирова угода Трампа від 2001 року «однозначно звільнила відповідачів від невідомих позовів, зокрема позовів про шахрайство». Вона подала апеляцію, яку було відхилено 22 червня 2023 року.
У вересні 2021 року Дональд Трамп подав позов проти своєї племінниці та The New York Times (а саме авторів викриття 2018 року) на понад 100 мільйонів доларів. Позов звинувачує Мері Трамп і трьох журналістів New York Times у використанні конфіденційних документів у «підступній» змові проти Дональда. Мері назвала цей позов актом «відчаю». Під час слухання в січні 2023 року адвокат Times стверджував, що правдивість викриття переважила інші міркування. Адвокат Дональда Аліна Габба звернула увагу на те, що Мері використовувала телефон-записувач для спілкування з Times, адвокат якої стверджував, що це було лише для захисту джерела. 3 травня 2023 року суддя Верховного суду Нью-Йорка відхилив позов Times та зобов’язав Дональда сплатити судові витрати (які становили близько 400 000 доларів США) на тій підставі, що його твердження не мають конституційної вірогідності та що, згідно з Першою поправкою, «репортери мають право брати участь у законній та звичайній діяльності зі збору новин, не побоюючись відповідальності за правопорушення». Рішення, прийняте наступного місяця, дозволило Дональду продовжити позов до Мері, яка оскаржила це рішення. У травні апеляційний суд ухвалив рішення про продовження розгляду справи, заявивши, що для порушення контракту є «суттєва законна підстава», але необхідно визначити тривалість угоди про конфіденційність і Дональд повинен довести, чи завдало йому розголошення якихось збитків.

## Кар'єра
Мері Трамп рік працювала в Манхеттенському психіатричному центрі, працюючи над своїм докторським дослідженням. Вона є співавторкою книжки «Діагноз: шизофренія», яка вийшла у видавництві Columbia University Press 2001 року. Трамп викладала магістерські курси з вікової психології, травматології та психопатології. Вона є засновницею і генеральною директоркою The Trump Coaching Group, компанії з лайф-коучингу, а також володіла та керувала кількома малими підприємствами на північному сході.

### Забагато й завжди замало(2020)

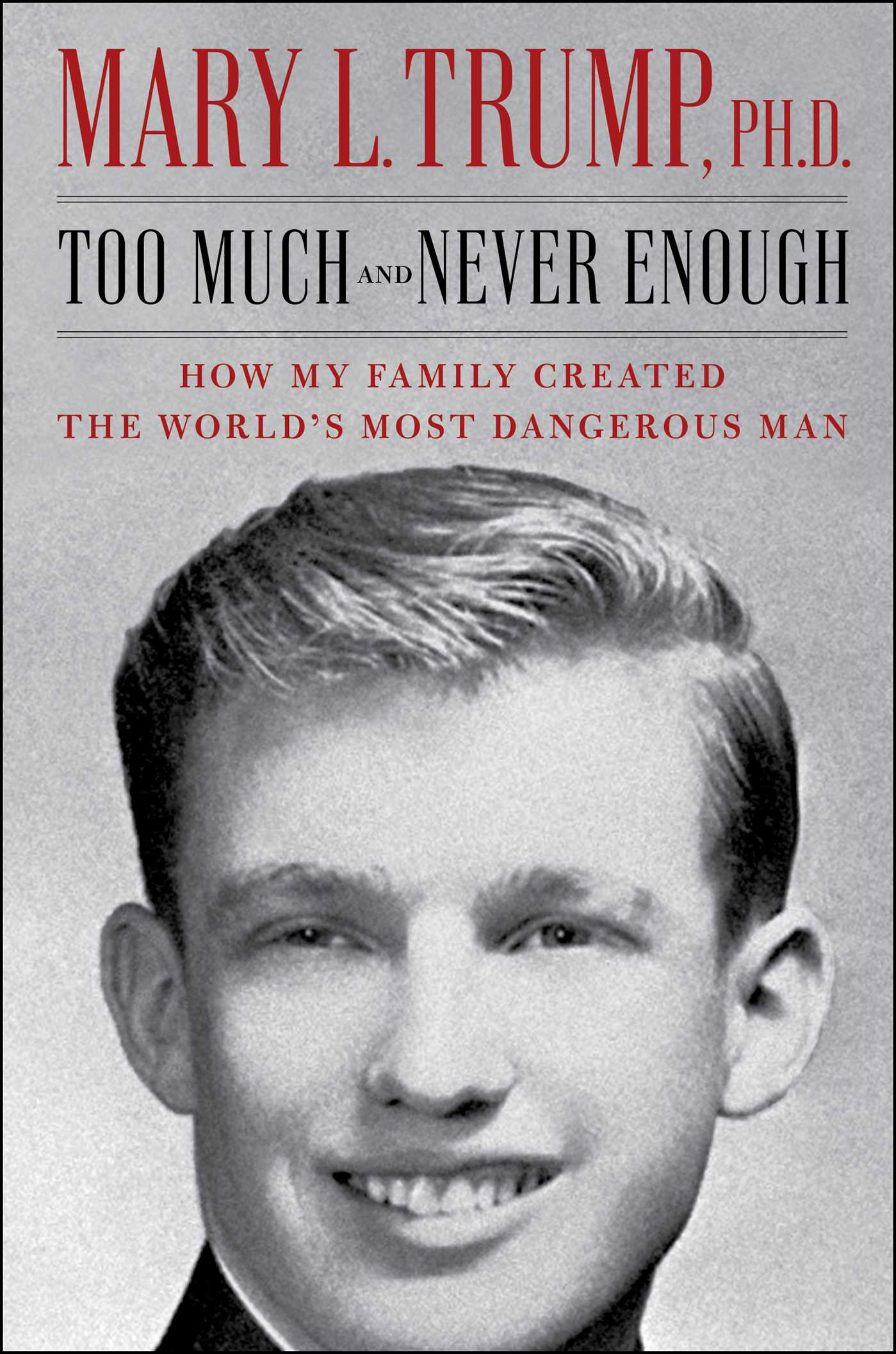
Обкладинка англомовного видання книжки «Забагато й завжди замало» (2020)

Перша книга Мері Трамп, «Забагато й завжди замало: як моя сім’я створила найнебезпечнішу людину у світі»  — це несанкціонована біографія Дональда Трампа, яка вийшла 14 липня 2020 року у видавництві Simon & Schuster. Згідно з приміткою Мері Трамп на початку, усі розповіді в книжці взято або з її власної пам’яті, або із записаних розмов із родиною, друзями та іншими. Іншими джерелами є юридичні, фінансові та сімейні документи, листування електронною поштою та стаття-розслідування в New York Times Девіда Барстоу, Сюзанни Крейґ і Расса Бюттнера. У книжці розповідається про те, як Мері Трамп була анонімним джерелом, яке надало The New York Times податкові декларації родини Трампа. Звіт New York Times отримав Пулітцерівську премію 2019 року.
Після анонсу книжки «Забагато й завжди замало» у червні 2020 року дядько Мері Роберт Трамп спробував заблокувати її вихід, заявивши, що вона підписала угоду про нерозголошення в рамках врегулювання судового процесу 2001 року. Суд Нью-Йорка відхилив подачу тимчасового обмежувального наказу щодо Мері Трамп через відсутність юрисдикції, і книжка вийшла 14 липня 2020 року.
Книжка перевищила мільйон проданих примірників у перший день продажу. Вона посіла перше місце в США, Канаді, Великобританії та Ірландії та друге місце в Австралії.

### Розплата(2021)
17 серпня 2021 року видавництво St. Martin's Press опублікувало другу книжку Трамп «Розплата: травма нашої нації та пошук способу зцілення». Спираючись на історію Америки, Трамп стверджує, що країна зазнала травми з моменту свого заснування через включення системного расизму та нездатність розв'язати проблему переваги білої раси, особливо республіканців в останні десятиліття.

### Хто міг би тебе любити(2024)
Третя книжка Трамп «Хто міг би тебе любити» (2024) — мемуари про її досвід, пов’язаний із зневагою її батька в очах Фреда-старшого та його подальшим падінням.

### Шоу Мері Трамп
Трамп має подкаст під назвою «Шоу Мері Трамп», у якому вона обговорює політику та інші питання. 1 лютого 2022 року вона оголосила, що видалить своє шоу зі Spotify на знак протесту проти нібито дезінформації про COVID-19, яку поширювали у подкасті The Joe Rogan Experience , який ексклюзивно поширювали на Spotify.

## Політика
Мері Трамп підтримувала Гілларі Клінтон під час президентських виборів 2016 року.
2018 року Девід Барстоу, Сюзанна Крейґ і Расс Бюттнер з The New York Times опублікували «вичерпне 18-місячне розслідування фінансів Дональда Трампа, яке розвінчало його заяви про власноручне багатство та розкрило бізнес-імперію, пронизану податковими ухиленнями», за що їх було нагороджено Пулітцерівською премією 2019 року за пояснювальну журналістику. Трамп ствердила, що була ключовим джерелом інформації для цього дослідження, оскільки отримала податкові документи Дональда Трампа під час розкриття доказів у суперечці щодо спадщини її діда. 
15 липня 2020 року Мері Трамп сказала в інтерв'ю ABC News, яке провів Джордж Стефанопулос, що Дональд Трамп повинен піти у відставку з поста президента, оскільки він «абсолютно нездатний керувати цією країною, і небезпечно дозволяти йому це робити». Пізніше того ж місяця в інтерв’ю The Late Show with Stephen Colbert Мері Трамп розповіла, що Дональд Трамп демонстрував соціопатичні нахили, але не на такому високофункціональному рівні, як його батько. Вона сказала, що президент був інституційно ізольований від обов’язків у дитинстві та ніколи не відповідав за свої дії.
Після нападу на Капітолій США 2021 року Мері Трамп сказала, що її дядькові слід «заборонити знову балотуватися на державні посади».

## Особисте життя
Мері Трамп відкрита лесбійка. У книжці «Забагато й завжди замало» вона коротко посилається на цей факт і стверджує, що «Ніхто в родині не знав; вони завжди були надзвичайно байдужі до мого особистого життя... і ніколи не питали про моїх хлопців чи стосунки». Вона написала, що її бабуся, Мері Енн Маклеод Трамп, одного разу назвала Елтона Джона «педиком», і тому Мері Трамп вирішила не говорити своїй бабусі чи іншим близьким родичам, що вона збирається одружитися з жінкою, з якою згодом виховуватиме дочку. Відтоді вона розлучилася і живе на Лонг-Айленді, штат Нью-Йорк, зі своєю дочкою, яка була зачата шляхом екстракорпорального запліднення від донора сперми.